# Reorganisatie
Een reorganisatie is een doelbewuste verandering in of van een organisatie. Bij een reorganisatie wordt een organisatie(structuur) anders ingericht, zoals het samenvoegen of juist opsplitsen van afdelingen.
Ook een verkleining van de organisatie kan worden aangeduid als ‘reorganisatie’. In dat geval is het verlagen van de kosten (bezuinigen) vaak het hoofddoel.

## Redenen en gevolgen
Door interne of externe oorzaken kan een bedrijf of andere organisatie zich genoodzaakt zien om aanpassingen aan de organisatiestructuur en werkwijze door te voeren. Het hogere management neemt hier in het algemeen het initiatief voor. Als de leiding een reorganisatie noodzakelijk vindt, is dit vaak ter verhoging van de Efficiëntie en effectiviteit. Bij commerciële bedrijven is verhoging van de winstgevendheid (of inperking van verliezen) een oogmerk, bij extern gefinancierde organisaties (zoals overheidsinstanties) kunnen van bovenaf opgelegde bezuinigingen een reden zijn. Reorganisaties kunnen echter ook te maken hebben met verschuiving van activiteiten. Bij een groeiende organisatie zullen vaak ook aanpassingen aan de structuur en werkwijze nodig zijn.
Een reorganisatie heeft gevolgen voor de werknemers in die organisatie. Deze kunnen liggen in (al dan niet gedwongen) verandering functie en taken, een andere werkplek met nieuwe collega’s, nieuwe primaire of secundaire arbeidsvoorwaarden. De reorganisatie kan ook betekenen dat een deel van de werknemers moet ‘afvloeien’: ontslag. Bij sommige reorganisaties wordt de werknemers gevraagd om opnieuw te solliciteren naar de beschikbare functies.
Reorganisatie wordt over het algemeen gezien als een negatief begrip. Alhoewel elke verandering voor- en nadelen heeft en kansen en bedreigingen, zien veel mensen toch vooral de bedreigingen en de nadelen. Het begrip wordt dan ook vooral geassocieerd met plannen die uit financiële nood geboren zijn.

## Reorganisatieproces
Een reorganisatie verloopt in een aantal stappen. Het proces begint met het voornemen van het management of de directie van het bedrijf of de organisatie. In verschillende landen, waaronder België en Nederland, moet de werkgever de noodzaak van een reorganisatie aantonen en is hij verplicht om advies in te winnen bij de ondernemingsraad. Een stap in het reorganisatieproces kan zijn het opstellen van een sociaal plan, waarin de werkgever met vakorganisaties afspreekt wat de gevolgen zijn van de reorganisatie voor werknemers en hoe met die gevolgen omgegaan wordt.